# 8909 Ohnishitaka
8909 Ohnishitaka è un asteroide della fascia principale. Scoperto nel 1995, presenta un'orbita caratterizzata da un semiasse maggiore pari a 2,8129145 UA e da un'eccentricità di 0,1359260, inclinata di 6,45567° rispetto all'eclittica.